# Live! (álbum de The Police)
Live! es un álbum en vivo de The Police publicado en 1995 (originalmente iba a ser publicado en 1985). El disco uno contiene un concierto casi completo de la banda en noviembre de 1979 en el "Orpheum Theatre" en Boston, Massachusetts (grabado en consola de dos canales por una emisora de radio). El disco dos contiene partes de dos conciertos en el 13 y 14 de noviembre de 1983 en Atlanta, en los tours del álbum Synchronicity (grabado en consola de 8 canales). Respecto a los conciertos de 1983 se vuelven a ver en el DVD Synchronicity de 2005.
Además, este álbum demuestra la etapa del grupo durante su influencia punk en la década de '70 y la etapa experimental de los '80 de The Police arriba de un escenario. 

## Lista de canciones
Todas las canciones escritas por Sting excepto donde se indique.

### Disco 1
1. "Next to You" – 2:57
2. "So Lonely" – 7:32
3. "Truth Hits Everybody" – 2:34
4. "Walking on the Moon" – 4:59
5. "Hole in My Life" – 4:08
6. "Fall Out" (Stewart Copeland) – 2:46
7. "Bring on the Night" – 5:16
8. "Message in a Bottle" – 4:27
9. "The Bed's Too Big Without You" – 8:53
10. "Peanuts" (Sting, Copeland) – 3:07
11. "Roxanne"  – 4:42
12. "Can't Stand Losing You"/"Reggatta de Blanc" – 7:54
13. "Landlord" (Sting, Copeland) – 2:27
14. "Born in the 50's" – 4:18
15. "Be My Girl - Sally" (Andy Summers, Sting) – 4:51

### Disco 2
1. "Synchronicity I" – 2:52
2. "Synchronicity II" – 4:44
3. "Walking in Your Footsteps" – 4:54
4. "Message in a Bottle" – 4:35
5. "O My God" – 3:36
6. "De Do Do Do, De Da Da Da" – 4:32
7. "Wrapped Around Your Finger" – 5:21
8. "Tea in the Sahara" – 4:52
9. "Spirits in the Material World" – 2:57
10. "King of Pain" – 5:53
11. "Don't Stand So Close to Me" – 3:46
12. "Every Breath You Take" – 4:37
13. "Roxanne" – 6:10
14. "Can't Stand Losing You/Reggatta de Blanc" – 6:48
15. "So Lonely" – 7:26

## Músicos
Disco 1 y 2
- Sting - Voz líder, Bajo, Oboe y Pedal Taurus.
- Andy Summers - Guitarra, coros, narración en "Be My Girl / Sally" y Pedal Taurus.
- Stewart Copeland - Batería, percusión y coros.

Disco 2
- Michelle Cobb - Coros.
- Dollette McDonald - Coros.
- Tessa Niles - Coros.